# 嶺南雜記
《嶺南雜記》共兩卷，為記嶺南風土的雜著。清代吳震方撰。收入《说铃》、《龙威秘书》、《丛书集成初编》等丛书中；但《龙威秘书》、《丛书集成初编》所收者为一卷本。
作者吳震方，字右弨，号青壇，浙江石門（今桐鄉市）人，年不詳。康熙十五年（公元1676年）进士。著有《讀書正音》四卷、《晚樹樓詩稿》四卷、《朱子論定文鈔》二十卷等。
《岭南杂记》乃是作者吴震方记录他客游广东时的见闻。上卷记当时广东的山川、城郭、寺庙、习俗、时政、民族等，下卷则专记物产。《四库总目提要》认为该书多记山川、风土、物产，兼及时事，“所载番禺唐化鹏《夫务条议》、《花田立县议》、广西巡抚彭鹏《禁官贩私盐示》诸条，亦颇留心时弊。”而历史学者吴永章认为该书“对研究清代广东民族问题，颇具价值。”《植物名实图考》等草药、博物类的书籍也会征引《岭南杂记》的内容。